# Dasypolia haroldi
Dasypolia haroldi är en fjärilsart som beskrevs av Charles E. Rungs 1950. Dasypolia haroldi ingår i släktet Dasypolia och familjen nattflyn. Inga underarter finns listade i Catalogue of Life.